# Viliam Záborský
Viliam Záborský (Vráble, 9 ottobre 1920 – Praga, 5 febbraio 1982) è stato un attore slovacco.

## Biografia
Nel 1938 come studente del ginnasio di Bratislava vinse il secondo premio del concorso statale di recitazione. Dopo aver conseguito la maturità, nel 1940 si iscrisse alla facoltà di filosofia dell'Università Comenio di Bratislava e contemporaneamente all'Accademia musicale e drammatica. Dal 1940 fu membro del teatro di prosa del Teatro Nazionale Slovacco. Diede un contributo significato alla formazione dell'identità del primo teatro slovacco. Fu anche un eccellente narratore, uno dei fondatori dell'arte della narrazione slovacca. Si esibì in diversi festival (Hviezdoslavov Kubín, Neumannove Poděbrady), alla radio e alla televisione. Negli sceneggiati televisivi interpretò ruoli da protagonista, ad esempio in Hájniková žena di Pavol Országh Hviezdoslav (1971). 
Importante è anche la sua attività di insegnante, che svolse dal 1944 al 1950 al Conservatorio di Bratislava, dal 1950 all'Alta scuola di arti musicali, in cui dal 1952 al 1953 fu a capo della cattedra di recitazione. Nel 1963 ottenne il titolo accademico di docente e nel 1969 il titolo di professore. Dal 1966 al 1972 fu decano della facoltà di prosa e teatro delle marionette dell'Alta scuola di arti musicali. Non ebbe maggiori opportunità nel cinema slovacco.
Si applicò sistematicamente allo studio del linguaggio artistico e alla sua ricerca. Fu autore di un manuale universitario di pronuncia e recitazione (Výslovnosť a prednes).
Nel 1966 lo Stato gli conferì il titolo di artista meritevole e nel 1973 quello di artista nazionale. Prese per primo la parola nell'assemblea contro Charta 77. 

## Filmografia
- 1948: Bílá tma (nel ruolo di "Pedant")
- 1948: Vlčie diery (nel ruolo del partigiano François)
- 1949: Katka (nel ruolo di Jožko)
- 1950: Priehrada (nel ruolo del parroco)
- 1952: Mladé srdcia (nel ruolo dell'ing. Barčík)
- 1953: Pole neorané (nel ruolo di Magát)
- 1955: Štvorylka (nel ruolo di Lálik)
- 1955: Žena z Vrchov (nel ruolo di Ondrej Kedro)
- 1956: Čisté ruky (nel ruolo di Molčan)
- 1957: Posledná bosorka (nel ruolo del cavaliere)
- 1957: Štyridsaťštyri (nel ruolo di Jančiarik)
- 1959: Dom na rázcestí (nel ruolo di Karol Kortan)
- 1959: Muž, ktorý sa nevrátil (nel ruolo di Malatinský)
- 1960: Prerušená pieseň (nel ruolo del maggiore tedesco)
- 1962-1963: Jánošík I-II (nel ruolo dello sgherro Zubor)
- 1963: Ivanov (nel ruolo di Borkin)
- 1965: Smrť prichádza v daždi (nel ruolo di Fojtík)
- 1967: Rok na dedine (nel ruolo di M. Chvojka)
- 1977: Advokátka (nel ruolo del dottor Grznár)
- 1977: Bludička (nel ruolo di Zumbach)